# Konstantin von Neurath
Konstantin Hermann Karl von Neurath, född 2 februari 1873 i Kleinglattbach, död 14 augusti 1956 i Enzweihingen, var en tysk friherre, jurist, politiker och diplomat. Han var Weimarrepublikens siste och Tredje rikets förste utrikesminister. Han blev SS-Obergruppenführer 1943. Vid Nürnbergprocessen 1945–1946 dömdes von Neurath till 15 års fängelse för bland annat brott mot freden och brott mot mänskligheten.

## Biografi
von Neurath tjänstgjorde från 1901 vid Auswärtiges Amt. Han deltog i första världskriget, där han i december 1914 mottog Järnkorset, men hemförlovades 1916, efter att ha sårats allvarligt. År 1918 blev han kabinettschef hos kung Vilhelm II av Württemberg. Efter första världskriget återvände han till utrikesförvaltningen och var tysk minister i Köpenhamn 1919–1921, ambassadör i Rom 1921–1930 och därefter i London till 1932. Han utnämndes till utrikesminister 2 juni 1932 och kvarstod i denna kapacitet även efter Hitlers maktövertagande året därpå. Det faktum att han var friherre, diplomat och partipolitiskt obunden gav Tredje rikets utrikespolitik under dess första år ett sken av anständighet. Denna chimär blev dock alltmer svår att upprätthålla i takt med att Tysklands utrikespolitik ökade i aggressivitet. I strid med bestämmelserna i Versaillesfreden skedde en militär upprustning från 1935, allmän värnplikt infördes och Rhenlandet, som enligt Versaillestraktaten skulle förbli demilitariserat, besattes i mars 1936. Samma år slöts vänskapsavtal med Italien (Rom-Berlinaxeln, föregångare till stålpakten) och Japan (Antikominternpakten). Från samma år deltog även tyska trupper i spanska inbördeskriget på Francos sida. 
Trots att von Neurath blev medlem i NSDAP och 1937 utnämndes till SS-Gruppenführer, tvingades han att året därpå avgå som utrikesminister. Han var därefter minister utan portfölj 1938–1939 och från 1939 riksprotektor i Böhmen-Mähren. Då Hitler ansåg att den åldrige von Neurath var för mild mot tjeckerna, utnämnde han Reinhard Heydrich till ställföreträdande riksprotektor. von Neurath entledigades dock inte från denna post förrän i augusti 1943. 
Vid Nürnbergprocessen 1945–1946 åtalades von Neurath för planerande av anfallskrig, brott mot freden, krigsförbrytelser samt brott mot mänskligheten. Han fälldes på samtliga åtalspunkter och dömdes till 15 års fängelse. Han frigavs dock redan 6 november 1954, på grund av hälsoskäl, från fängelset i Spandau.

## Utmärkelser
- Württembergische Silberne Hochzeitsmedaille: 1911
- Röda örns orden av fjärde klassen
- Järnkorset av andra klassen: 16 oktober 1914
- Järnkorset av första klassen: 1 januari 1915
- Såradmärket i svart: 1916
- Württembergska kronorden av första klassen med svärd
- Albrechtsordens riddarkors av första klassen med svärd
- Wilhelmsorden utan svärd
- Württembergska militärförtjänstorden
- Württembergska tjänsteutmärkelsen av första klassen
- Ärekorset
- Sachsisk-ernestinska husordens komturkors av första klassen med svärd i ring: 1935
- NSDAP:s partitecken i guld: 30 november 1937
- Gyllene utmärkelsen för trogen tjänst (40 år): 2 februari 1938
- Sankt Mauritius och Sankt Lazarusordens stora riddarkors
- Storkorset av Dannebrogorden med diamanter: 1938
- Anschlussmedaljen (Die Medaille zur Erinnerung an den 13. März 1938)
- Sudetenlandmedaljen (Die Medaille zur Erinnerung an den 1. Oktober 1938) med Pragspännet
- Storkorset av Tyska örnens orden i guld: 20 april 1939
- Krigsförtjänstkorset av andra klassen utan svärd
- Krigsförtjänstkorset av första klassen utan svärd: 22 september 1940
- SS Hederssvärd
- SS-Ehrenring (Totenkopfring)